# Minitonas
Minitonas är en ort i Kanada.   Den ligger i provinsen Manitoba, i den sydöstra delen av landet, 2 000 km väster om huvudstaden Ottawa. Minitonas ligger 331 meter över havet och antalet invånare är 522.
Terrängen runt Minitonas är huvudsakligen platt, men åt sydost är den kuperad. Trakten runt Minitonas är nära nog obefolkad, med mindre än två invånare per kvadratkilometer.. Närmaste större samhälle är Swan River, 15,7 km väster om Minitonas. 
Omgivningarna runt Minitonas är en mosaik av jordbruksmark och naturlig växtlighet.